# Howard Fawcett
Howard Samuel Fawcett, född 1877, död 1948, var en amerikansk botaniker.
Howard Fawcett blev filosofie doktor vid Johns Hopkins University i Baltimore 1918 och professor i fysopatologi vid University of California, Berkeley samma år. Han var chef för Citrus Experiment Station i Riverside, Kalifornien. För studier av sjukdomar på Citrusträd och dadelpalmer besökte Fawcett 1928–1930 Medelhavsländerna. Han har utgett handboken Citrus Diseases and Their Control (2:a upplagan 1936).